# Iván Gardesa
Iván García de Santos (Madrid, 5 de octubre de 1988), más conocido como Iván Gardesa, es un cantante español de género pop. En 2010, saltó a la fama con la canción Sálvame que presenta para Eurovisión con la sorpresa que se convirtió en favorito de los euro fanes.
En 2011 lanzó su primer álbum debut Todo por ti consiguiendo una nominación al Mejor disco del año 2011 (RTVE) en España.

## Historia

### Biografía
Desde  pequeño tenía claro que su pasión era la música y que se quería dedicar profesionalmente a ello.
Sus inicios en la música profesionalmente fue en 2008 donde conoce al productor y compositor Víctor Gabriel, con quien graba a dúo el tema navideño Alza tu copa, publicado en México obteniendo un gran éxito de ventas. 
En 2009 se presenta a la preselección para representar a España en el festival de Eurovisión donde consigue quedar en el puesto 14 de la categoría Latina.
Ese mismo año forma grupo con la exconcursante de Operación Triunfo Patty García, bajo el nombre de Calle sur, con quien graba maqueta y realiza una gira de conciertos por España.
En 2010 se presenta al Festival de la Canción de Eurovisión 2010 con Sálvame, compuesto por Carlos Matari y producido por Marcel Graell, tema que le lanza a la fama tras una inesperada acogida del público. A partir de allí comienza con la selección de los temas que integrarán su primer trabajo discográfico.
En 2011 sale a la venta su primer disco Todo Por Ti, tan solo llevaba una semana en el mercado cuando RTVE le nominan como mejor disco del año 2011 junto a otros artistas de la talla de: Pablo Alborán, Fangoria, Sergio Dalma, Auryn (banda), La Oreja de Van Gogh entre otros.
La sorpresa fue cuando el sencillo del disco Todo Por Ti empieza a sonar en una de las emisoras de radio más importantes de España (Cadena 100).
A primeros del 2012 comienza un año de trabajo junto a otros artistas nacionales. La cantante María Villalón (conocida por ganar Factor X), graba a dúo uno de los temas del disco Perdóname por Olvidarte colocándose en el TOP de iTunes.
En julio se mete a estudio a grabar su nuevo lanzamiento En la barra tema compuesto por Carlos Matari. En el videoclip se contó con Laura Campos (Ganadora de Gran Hermano 12) y con Juanjo Martín (tronista de Mujeres y hombres y viceversa) como protagonistas.

### Fichaje por Clipper's
A primeros de febrero de 2013 firma con la conocida editorial Clipper's. Un mes más tarde sale a la venta El Dolor de Tu Ausencia, primer single editado por su nueva compañía. Este nuevo tema marca un antes y un después en la música del artista. La primera semana del lanzamiento del videoclip de este tema consiguió más de 100 000 reproducciones en YouTube y posicionándose en el top de ventas de iTunes.

### Formación "Suéltate el Pelo"
En junio de 2015 entra a formar parte del grupo "Suéltate el Pelo" formado por Ainhoa Cantalapiedra y Jorge González. Grupo formado para hacer temas de los 70´s y 80´s.

### Vuelvo a Ser Yo
Casi 7 años después de su primer álbum, en abril de 2018 comienza la grabación de lo que será su nuevo trabajo, producido por César Álvarez, productor de su primer álbum Todo Por Ti. En este nuevo trabajo se podrán encontrar temas compuestos por Martin Vaka, Borja Fernández o él mismo Iván Gardesa. Este álbum se lanzó públicamente el 19 de julio de 2019.

## Discografía
Todo Por Ti es su álbum debut en un ámbito ya realmente profesional. El disco fue publicado por el sello Bobamusic en España el 4 de octubre de 2011. El disco fue nominado a mejor disco del año por RTVE y contando con Cadena Dial Canarias para su lanzamiento.
Vuelvo a Ser Yo es su segundo álbum. El disco fue publicado por el sello RockCd Records en España el 19 de julio de 2019.

## Álbumes
Todo Por Ti (Bobamusic - 2011)
1. Perdóname por Olvidarte -Cuarto Single-
2. Todo Por Ti -Tercer Single-
3. Recuerdos -Sexto Single-
4. No Te Puedo Olvidar
5. El Gris de Tus Días
6. Me Faltan
7. Sálvame -Primer Single-
8. Me Enamoré de Ti
9. Llueven Tus Recuerdos (feat. Mireia Montávez)
10. Para No Pensar en Ti -Quinto Single-
11. Quisiera Demostrarte
12. Vuelve a Por Mí -Segundo Single-

Vuelvo a Ser Yo (RockCd Records - 2019)
1. Y Ahora Tú -Segundo Single-
2. Sigue Tu Rumbo (feat. Martin Vaka & Alyson Guzmán)
3. 20 de Enero
4. Tu Juego Llegó a Su Fin
5. Todo Cambiará
6. No Me Puedo Imaginar
7. Vuelvo a Ser Yo -Tercer Single-
8. Dime Que Hice Mal
9. Sigue Tu Rumbo
10. El Dolor de Tu Ausencia -Primer Single-

## Sencillos
- 2010: Sálvame.
- 2010: Vuelve a Por Mí.
- 2011: Todo Por Ti.
- 2011: Perdóname por Olvidarte.
- 2012: Perdóname por Olvidarte junto a María Villalón.
- 2012: En la Barra.
- 2012: Prohibida.
- 2013: El Dolor de Tu Ausencia.
- 2016: Muévelo.
- 2016: No Quiero.
- 2018: Y Ahora Tú.
- 2019: Vuelvo a Ser Yo.

## Colaboraciones
De estudio
- Alza tu copa junto a Víctor Gabriel.
- Llueven tus recuerdos junto a Mireia Montávez (Operación triunfo 2001).
- Perdóname por olvidarte junto a María Villalón.
- Prohibida junto a Inma Andreu.
- Llévame junto a Bea Losán.
- Sigue Tu Rumbo junto a Martin Vaka y Alyson Guzmán.

En directo
- Tengo Que Aprender junto a Ainhoa Cantalapiedra.
- Imagine junto a Melocos, La Húngara, La Unión y más artistas.

## Eurovisión
- 2009 Esta Rumbita Que Te Escribí (Puesto final 14 en la categoría latina)
- 2010 Sálvame (Quedando entre los favoritos del público)
- 2017 No Quiero (No seleccionado para pasar a la semifinal)

## Premios
Premios Disco del año TVE
| Año  | Categoría     | Resultado |
| ---- | ------------- | --------- |
| 2011 | Disco del año | Nominado  |